# Diners Club International
Diners Club International, původně Diners Club, je americká finanční organizace založená roku 1950 a sídlící v New Yorku. Je nejstarším provozovatelem systému mezinárodních platebních karet na světě. Od roku 1981, kdy Diners Club koupila Citigroup, již není nezávislou společností; v současné době (2015) ho vlastní firma Discover Financial Services. Hlavním produktem firmy jsou kreditní karty, debetní karty a předplacené debetní karty. Některé z těchto karet umožňují získat tzv. cashback neboli získat zpátky část peněz z provedené platby u obchodníka.
Karta Diners Club byla první platební kartou akceptovanou v bývalém Československu. K vůbec první platbě kartou došlo v roce 1968 v cestovní kanceláři Čedok, kde zahraniční turista zakoupil letenky do Havany a zaplatil kartou Diners Club.